# Przemyśl
Przemyśl (în ucraineană Перемишль, în germană Premissel, în latina medievală Praemislia) este un municipiu în Polonia. 

## Locația
Przemyśl este situat în sud-estul Poloniei, la aproximativ 15 km de granița cu Ucraina.

## Istorie
Przemyśl, al doilea oraș ca vechime din sudul Poloniei (după Cracovia), datează din secolul al VIII-lea. Regiunea a devenit ulterior, în secolul al IX-lea, parte din statul Moravia Mare. Vestigiile arheologice dovedesc prezența unui așezământ monahal. În timpul invaziei triburilor maghiare în inima Moraviei Mari în jurul anului 800, lendianii din zonă au jurat credință autorităților maghiare. Mai târziu regiunea Przemyśl a devenit un loc de dispută între Regatul polonez, Rusia Kieveană și Regatul maghiar, începând cu secolul al X-lea. Zona a fost pentru prima dată menționată în Cronica lui Nestor, când Vladimir, cneazul Kievului, a luat-o în posesie în anul 981. Înainte de anul 1218 a existat în oraș o episcopie ortodoxă. Curând, orașul a fost preluat de cnezatul Halici-Volânia. În 1349 Przemyśl a fost din nou în granițele Regatului Poloniei după mai bine de 200 de ani.
În perioada Renașterii orașul a fost un important centru comercial. La fel ca și în Liov, populația orașului era alcătuită dintr-un număr mare de naționalități (polonezi, ucraineni, evrei, germani, cehi, armeni și tătari). La mijlocul secolului al XVIII-lea populația de religie mozaică alcătuia 55,6% din total, urmată fiind de cea creștin romano-catolică, cu 39,5% și de cea greco-catolică, cu 4,8%.
În anul 1772 orașul a devenit parte a Imperiului Austriac, fiind atașat regiunii Galiția. Conform recensământului austriac din 1830, 18% din populație aparținea Bisericii Greco-Catolică Ucraineană, un număr semnificativ de mare comparativ cu celelalte localități din Galiția. Biblioteca ruteană din localitate a fost înființată în anul 1804. În secolul al XIX-lea  s-au dezvoltat în Przemyśl organizații poloneze de independență și au existat centre de cultură și știință poloneză. 
În 1918 Polonia și-a recâștigat independența și controlul asupra orașului Przemyśl, disputat între etnicii polonezi și cei ucraineni. 
În 1931 Przemyśl era locuit în proporție de 63% de polonezi, 29% de evrei, 7% de ucraineni și 1% de alții. Astăzi 99% din locuitorii orașului Przemyśl sunt polonezi.

## Personalități născute aici
- August von Spiess (1864 - 1953), militar, scriitor;
- Edward Leszczyński (1880 - 1921), scriitor;
- Avraham Ben Itzhak (1883 - 1950), poet, critic literar evreu;
- Zeev Sternhell (1935 - 2020), istoric, politolog israelian.